# Ессекс (Міссурі)
Ессекс (англ. Essex) — місто (англ. city) в США, в окрузі Стоддард штату Міссурі. Населення — 403 особи (2020).

## Географія
Ессекс розташований за координатами 36°48′42″ пн. ш. 89°51′45″ зх. д. / 36.81167° пн. ш. 89.86250° зх. д. (36.811805, -89.862626).  За даними Бюро перепису населення США в 2010 році місто мало площу 0,75 км², уся площа — суходіл.

## Демографія
Згідно з переписом 2010 року, у місті мешкали 472 особи в 196 домогосподарствах у складі 127 родин. Густота населення становила 630 осіб/км².  Було 225 помешкань (301/км²).
Расовий склад населення:
| - 98,1 % — білих - 0,6 % — чорних або афроамериканців - 0,2 % — корінних американців |

До двох чи більше рас належало 1,1 %. Частка іспаномовних становила 1,1 % від усіх жителів.
За віковим діапазоном населення розподілялося таким чином: 23,1 % — особи молодші 18 років, 61,6 % — особи у віці 18—64 років, 15,3 % — особи у віці 65 років та старші. Медіана віку мешканця становила 39,3 року. На 100 осіб жіночої статі у місті припадало 97,5 чоловіків;  на 100 жінок у віці від 18 років та старших — 86,2 чоловіків також старших 18 років.
Середній дохід на одне домашнє господарство  становив 48 553 долари США (медіана — 37 143), а середній дохід на одну сім'ю — 49 024 долари (медіана — 47 500). Медіана доходів становила 30 667 доларів для чоловіків та 26 250 доларів для жінок. За межею бідності перебувало 22,9 % осіб, у тому числі 36,4 % дітей у віці до 18 років та 24,7 % осіб у віці 65 років та старших.
Цивільне працевлаштоване населення становило 240 осіб. Основні галузі зайнятості: освіта, охорона здоров'я та соціальна допомога — 22,9 %, роздрібна торгівля — 19,2 %, будівництво — 10,8 %, виробництво — 9,6 %.